# Любівка (Кальміуська міська громада)
Любівка (до 2016 року — Ле́нінське) — село в Україні, у Кальміуській міській громаді Кальміуського району Донецької області. Населення становить 190 осіб.

## Загальні відомості
Відстань до райцентру становить близько 15 км і проходить переважно автошляхом Т 0509.
Із 2014 р. внесено до переліку населених пунктів на Сході України, на яких тимчасово не діє українська влада.

## Населення
За даними перепису 2001 року населення села становило 190 осіб, із них 35,26 % зазначили рідною мову українську та 64,74 % — російську.